# Karin Slaughter

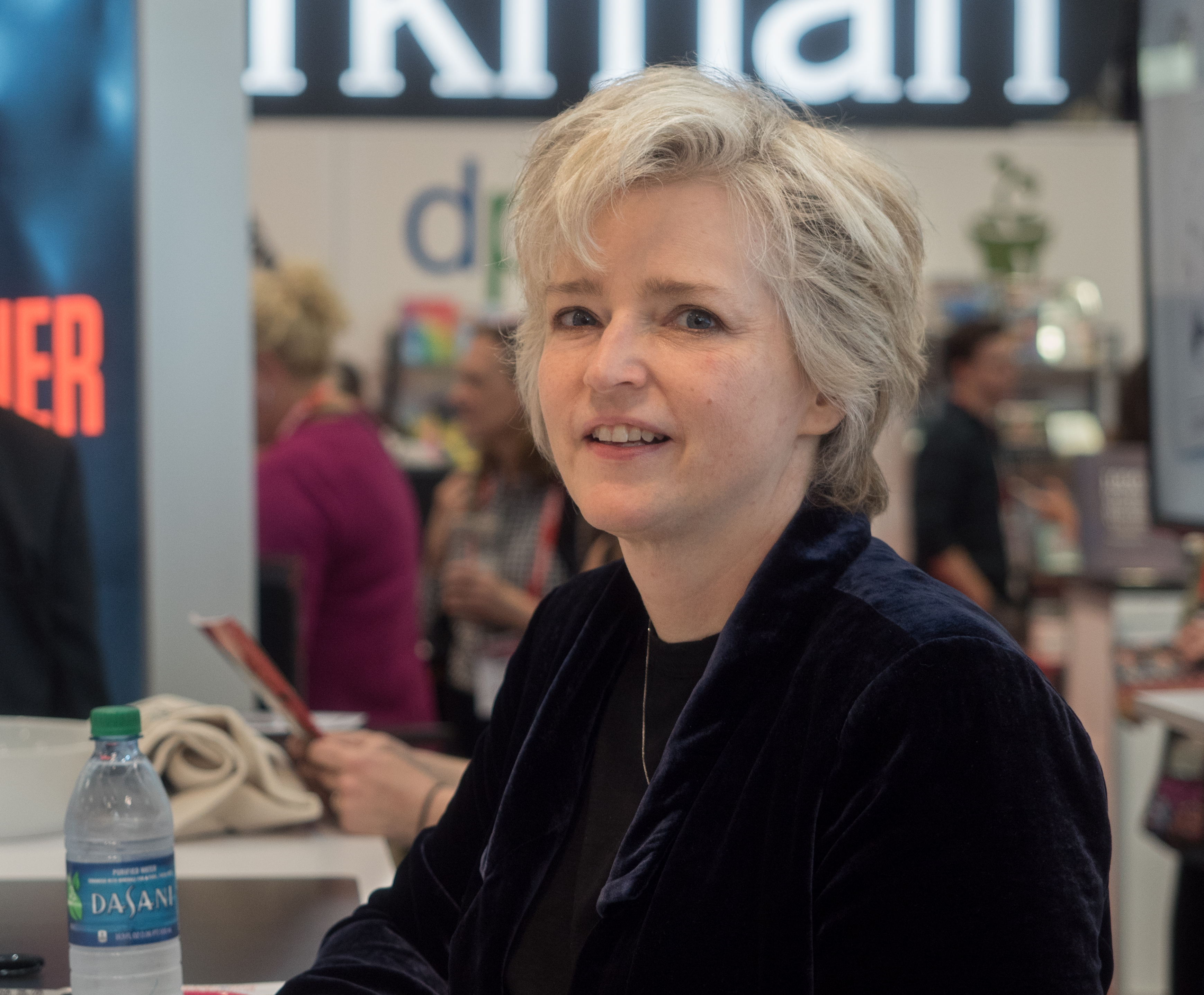
Karin Slaughter, 2019

Karin Slaughter (* 6. Januar 1971 in Atlanta, Georgia) ist eine US-amerikanische Schriftstellerin. Seit 2001 veröffentlicht sie international erfolgreiche Kriminalromane.

## Leben
Karin Slaughter stammt aus einer Kleinstadt im Bundesstaat Georgia, heute lebt sie in der Hauptstadt Atlanta. Nach der Scheidung der Eltern wuchs sie bei ihrem Vater auf. Die Erziehung übernahm nach eigener Aussage dessen zweite Frau, die in einer Bank arbeitete. In der Gegend, in der sie aufwuchs, kam es während ihrer Kindheit zu einem starken Anstieg der Kriminalitätsrate und speziell zu Kapitalverbrechen. Vor ihrer Tätigkeit als Schriftstellerin war sie Inhaberin einer Werbeagentur, die sie Anfang der 2000er Jahre verkaufte. Bis dahin hatte sie fünf Romane verfasst, die nicht veröffentlicht wurden. Erst 2001 erschien mit Blindsighted bei William Morrow & Company der erste Roman ihrer Krimireihe. Er wurde von den Kritikern positiv aufgenommen. 2006, zum Zeitpunkt der Veröffentlichung von Triptych, hatte die Autorin weltweit 13 Millionen Bücher verkauft. Die Bücher von Karin Slaughter verzeichneten weltweit über 30 Millionen Verkäufe und wurden in 32 Sprachen übersetzt, sie zählt zu den bedeutendsten Bestsellerautoren des Genres.

## Werk

### Kriminalromane
Kennzeichnend für die Kriminalromane der Autorin war von Beginn an die Beschreibung brutalster Handlungen, wie z. B. Folterungen der Opfer, Kindesmissbrauch. Ihre ersten Bücher waren vor allem in Großbritannien erfolgreich, das zweite Werk Kisscut (dt. Titel Vergiss mein nicht) wurde dort ein Bestseller. Seit 2003 erscheinen Werke von Karin Slaughter auch im deutschsprachigen Raum, anfangs im Wunderlich Verlag.

#### Grant-County-Serie
Die Hauptperson ihres ersten Kriminalromans mit dem deutschen Titel Belladonna und der weiteren Werke der sogenannten “Grant County Serie” (englischsprachige Publikation in der Zeit von 2001 bis 2007) ist die Kinderärztin Sara Linton. Sara Linton stammt aus Heartsdale, der größten Stadt im fiktiven Grant County. Nach Abschluss der Schule als Jahrgangsbeste erhielt sie ein Stipendium zum Medizinstudium an der privaten Emory University in Atlanta, welches sie erneut als Jahrgangsbeste abschließt. Ihre Facharztausbildung zur Kinderärztin erfolgt am Grady Memorial Hospital in Atlanta, wo sie auch eine rechtsmedizinische Fortbildung erhält. Sie kehrt an ihren Geburtsort zurück, um dort eine Kinderarztpraxis zu übernehmen. Zur Finanzierung der Ablösesumme für die Praxisübernahme nimmt sie die Stelle als leitende Amtsärztin und Coroner von Grant County an. Bei einer ärztlichen Begleitung einer Footballmannschaft lernt sie Jeffrey Tolliver, einen Ex-Footballspieler und späteren Polizeichef von Grant County kennen, den sie später heiratet. Wegen eines Seitensprungs trennt sie sich von ihm, muss jedoch beruflich weiter mit ihm zusammenarbeiten. Die Liebe war nie ganz erkaltet, so dass sie nach einiger Zeit erneut heiraten. Da Sara aufgrund von Verletzungen als Folge einer Vergewaltigung zur Zeit ihrer Facharztweiterbildung keine Kinder bekommen kann, beschließen die beiden nach langen Jahren, ein Kind zu adoptieren. Kurz nach der Zusage der Adoptionsbehörde stirbt Jeffrey durch eine Briefbombe in den Armen seiner Frau. Daraufhin hat sie Grant County verlassen, ließ sich erneut in Atlanta nieder und arbeitet wieder am Grady Hospital.

#### Will-Trent-Serie
Im Jahre 2006 begann die Autorin mit Triptych (dt. Titel Verstummt) eine weitere Reihe („Will-Trent"-Serie“). Sie wird von der Hauptfigur Will Trent bestimmt, einem Beamten des Georgia Bureau of Investigation (GBI) in Atlanta. Im Vergleich zu ihren vorhergehenden Krimis der Grant County-Serie kennzeichnet diese Reihe der Wechsel des Schauplatzes von der Klein- in die Großstadt. Die Figur des Will Trent ist mit großen Selbstzweifeln angelegt. Er ist ein ehemaliges Waisenkind, das trotz mehrerer Versuche keine Adoptionseltern fand. Es bestehen viele Geheimnisse um sein Leben, mit daraus resultierenden Verhaltensweisen seines Umgangs, besonders mit Menschen, während der Arbeit und im Privatleben, die nur Stück für Stück in ihren Hintergründen und Ursachen offenbart werden. So versucht er, vor seinen Mitmenschen zum Beispiel eine ausgeprägte Dyslexie zu verbergen, er ist nur mehr oder weniger pro forma mit einer Jugendfreundin aus dem Waisenhaus (Angela „Angie“ Polaski) verheiratet. Die ersten Bücher der Reihe handeln unter anderem von der komplizierten romantischen Annäherung Trents und der Ärztin Sara Linton.

#### North-Falls-Serie
Mit dem Roman Dunkle Sühne, der 2025 erscheint, beginnt Slaughter eine neue Serie, die in der Kleinstadt North Falls spielt.

### Weitere Werke
Slaughter verfasste 2004 Erzählungen für Like a Charm - A Novel in Voices, eine Sammlung von Kurzgeschichten. Außerdem veröffentlichte sie 2008 Martin Misunderstood als Hörbuch, das sich im Bezug auf die handelnden Akteure keiner Reihe zuordnen lässt und negative Rezensionen erhielt. Es erschien bei BBC Audiobooks beziehungsweise AudioGO und wurde 2009 für die Audie Awards als bestes Hörbuch des Jahres in der Kategorie Humor nominiert. 2011 gewann Karin Slaughter den International Thriller Award in der Kategorie Silver Bullett Award für ihre „herausragenden Bemühungen“ um die Literatur, 2013 wurde sie mit dem Edgar Allan Poe Award für die beste Kurzgeschichte ausgezeichnet.

## Bibliografie

### „Grant-County-Reihe“
1. Belladonna. Wunderlich, Reinbek bei Hamburg 2003, ISBN 3-8052-0725-5 (Originaltitel: Blindsighted. Übersetzt von Teja Schwaner).
2. Vergiss mein nicht. Wunderlich, Reinbek bei Hamburg 2004, ISBN 3-8052-0731-X (Originaltitel: Kisscut. Übersetzt von Teja Schwaner).
3. Dreh dich nicht um. Wunderlich, Reinbek bei Hamburg 2005, ISBN 3-8052-0772-7 (Originaltitel: A Faint Cold Fear. Übersetzt von Sophie Zeitz).
4. Schattenblume. Wunderlich, Reinbek bei Hamburg 2006, ISBN 3-8052-0804-9 (Originaltitel: Indelible. Übersetzt von Sophie Zeitz).
5. Gottlos. Wunderlich, Reinbek bei Hamburg 2007, ISBN 3-8052-0805-7 (Originaltitel: Faithless. Übersetzt von Sophie Zeitz).
6. Zerstört. Blanvalet, München 2009, ISBN 978-3-7645-0265-2 (Originaltitel: Beyond Reach (US)/Skin Privilege (UK). Übersetzt von Klaus Berr).

### „Georgia-Reihe“ (im Original: Will-Trent-Reihe)
1. Verstummt. Band 1. Blanvalet, München 2008, ISBN 978-3-7645-0266-9 (Originaltitel: Triptych. Übersetzt von Klaus Berr).
2. Entsetzen. Band 2. Blanvalet, München 2011, ISBN 978-3-442-37477-9 (Originaltitel: Fractured. Übersetzt von Klaus Berr).
3. Tote Augen. Band 3. Blanvalet, München 2011, ISBN 978-3-7645-0343-7 (Originaltitel: Undone (US)/Genesis (UK). Übersetzt von Klaus Berr).
4. Letzte Worte. Band 4. Blanvalet, München 2012, ISBN 978-3-7645-0414-4 (Originaltitel: Broken. Übersetzt von Klaus Berr).
5. Harter Schnitt. Band 5. Blanvalet, München 2013, ISBN 978-3-7645-0415-1 (Originaltitel: Fallen. Übersetzt von Klaus Berr).
6. Bittere Wunden. Band 6. Blanvalet, München 2013, ISBN 978-3-7645-0517-2 (Originaltitel: Criminal. Übersetzt von Klaus Berr).
7. Stiller Schmerz (Bonus-Story zu »Bittere Wunden« - Kurze Vorgeschichte). Blanvalet, München 2014, ISBN 978-3-641-14737-2 (Originaltitel: Snatched. nur als E-Book).
8. Kalte Narben (Bonus-Story zu »Bittere Wunden« - Kurze Nachgeschichte). Blanvalet, München 2014, ISBN 978-3-641-14736-5 (Originaltitel: Busted. nur als E-Book).
9. Schwarze Wut. Band 7. Blanvalet, München 2016, ISBN 978-3-641-16937-4 (Originaltitel: Unseen. Übersetzt von Klaus Berr).
10. Blutige Fesseln. Band 8. HarperCollins, Hamburg 2016, ISBN 978-3-95967-051-7 (Originaltitel: The Kept Women. Übersetzt von Fred Kinzel).
11. Goldwäsche. (Kurzgeschichte zusammen mit Lee Child HarperCollins), Hamburg 2019, ISBN 978-3-95967-374-7 (Originaltitel: Cleaning the Gold.)
12. Die letzte Witwe. Band 9. HarperCollins, Hamburg 2019, ISBN 978-3-95967-351-8 (Originaltitel: The Last Widow. Übersetzt von Fred Kinzel).
13. Die verstummte Frau. Band 10. HarperCollins, Hamburg 2020, ISBN 978-3-95967-533-8 (Originaltitel: The Silent Wife. Übersetzt von Fred Kinzel).
14. Die letzte Nacht. Band 11. HarperCollins, Hamburg 2023, ISBN 978-3-365-00370-1 (Originaltitel: After That Night. Übersetzt von Fred Kinzel).
15. Letzte Lügen. Band 12. HarperCollins, Hamburg 2024, ISBN 978-3-365-00836-2 (Originaltitel: This Is Why We Lied. Übersetzt von Fred Kinzel).

### „North-Falls-Reihe“
1. Dunkle Sühne. HarperCollins, Hamburg 2025, ISBN 978-3-365-01104-1 (Originaltitel: We Are All Guilty Here. Übersetzt von Fred Kinzel).

### Sonstige Werke

#### Romane
- Cop Town.Stadt der Angst. Blanvalet, München 2013, ISBN 978-0-345-54749-1 (Originaltitel: Cop Town. Übersetzt von Klaus Berr).
- Pretty Girls. HarperCollins, Hamburg 2015, ISBN 978-3-95967-007-4 (Originaltitel: Pretty Girls. Übersetzt von Fred Kinzel).
- Die gute Tochter. HarperCollins, Hamburg 2017, ISBN 978-3-95967-110-1 (Originaltitel: The Good Daughter. Übersetzt von Fred Kinzel).
- Ein Teil von ihr. HarperCollins, Hamburg 2018, ISBN 978-3-95967-214-6 (Originaltitel: Pieces of Her. Übersetzt von Fred Kinzel).
- Die falsche Zeugin. HarperCollins, Hamburg 2021, ISBN 978-3-7499-0219-4 (Originaltitel: False Witness. Übersetzt von Fred Kinzel).
- Die Vergessene. HarperCollins, Hamburg 2022, ISBN 978-3-365-00113-4 (Originaltitel: Girl, Forgotten. Übersetzt von Fred Kinzel).

#### Kurzgeschichten
- Karin Slaughter (Hrsg.): Das Armband. Sechzehn tödliche Geschichten. Rowohlt, Reinbek bei Hamburg 2005, ISBN 3-499-23867-5 (Originaltitel: Like a Charm. Übersetzt von Renate Orth-Guttmann).
- Unverstanden. Blanvalet, München 2009, ISBN 978-3-442-37281-2 (Originaltitel: Martin Misunderstood. Übersetzt von Klaus Berr).
- First Thrills. High-Octane Stories from the Hottest Thriller Authors. Doherty, 2011, ISBN 978-0-7653-6535-4 (bisher nicht auf Deutsch erschienen).
- Der Parasit. Amazon Crossing, Luxemburg 2012, ISBN 978-1-61109-709-2 (Originaltitel: Thorn in My Side. 2011. Übersetzt von Teresa Hein, (als E-Book)).
- The Unremarkable Heart and Other Stories. Blackstone, 2011, ISBN 978-1-60998-768-8 (bisher nicht auf Deutsch erschienen).
- The Unremarkable Heart. Cornerstone, 2011 (als E-Book, bisher nicht auf Deutsch erschienen).
- Tote Blumen. HarperCollins, Hamburg 2015, ISBN 978-3-95967-978-7 (Originaltitel: Blond Hair, Blue Eyes. (als E-Book)).
- Kaltes Herz - Blanker Hass. HarperCollins, Hamburg 2016, ISBN 978-3-95967-687-8 (Originaltitel: Cold, Cold Heart. (als E-Book)).
- Ewiger Atem. HarperCollins, Hamburg 2017, ISBN 978-3-95967-676-2 (Originaltitel: Last Breath. Übersetzt von Fred Kinzel, (als E-Book)).

## Verfilmungen
- Ein Teil von ihr: (Pieces of Her) Miniserie (Netflix, 2022) von Charlotte Stoudt Regie: Minkie Spiro mit Toni Collette, Bella Heathcote u. a.

- Will Trent: Krimiserie basierend auf den Romanen der Georgia-Reihe, Serienstart in den USA am 3. Januar 2023, in Deutschland am 31. Mai 2023